# 重安江
重安江，是中国长江流域的一条河流，汇入沅江上游清水江，属于沅江水系。河长144千米，流域面积2799平方千米，多年平均流量49立方米每秒。自然落差645米。水能理论蕴藏量8万千瓦。